# Changji
Changji (en chino, 昌吉市; pinyin, Chāngjí shì, léase Chang-Chi; en uigur: سانجى, romanizado: Sanji) es un municipio bajo la administración directa de la Prefectura Changji en la Región autónoma de Sinkiang, República Popular China. Su área es de 7971 km² y su población total para 2010 superó los 426 mil habitantes.
Su nombre deriva de la frase "Próspera y afortunada" (“昌盛吉祥” Chāngshèng Jíxiáng).

## Administración
Desde marzo de 2023, el municipio Changji se divide en 16 pueblos que se administran en 6 subdistritos, 8 poblados, 1 villa y 1 villa étnica.